# Ralph Alt

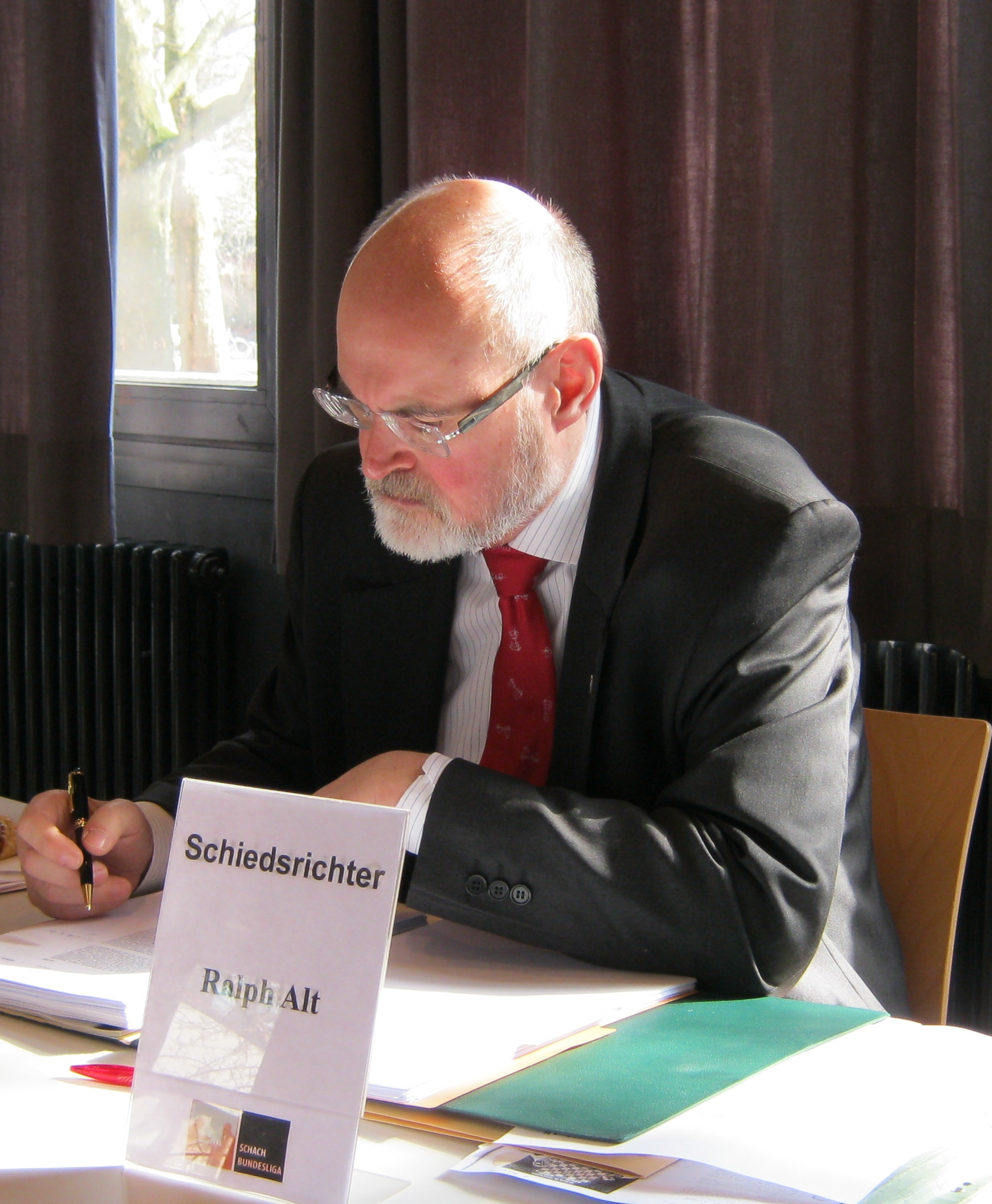
Ralph Alt, 2011

Ralph Alexander Alt (* 16. August 1947 in München) ist ein ehemaliger Staatsanwalt und Richter.

## Beruf
Alt war Oberstaatsanwalt und bis zum Eintritt in den Ruhestand Ende September 2012 zwölf Jahre Vorsitzender der Schwurgerichtskammer am Landgericht München II. Er gehört zu den Bearbeitern des Münchener Kommentars zum Strafgesetzbuch.

## Strafprozesse

### Akzenta AG Neubeuern
Als Vorsitzender einer Wirtschaftsstrafkammer war Alt beteiligt an der Verurteilung der vier Manager einer angeblichen Anlage-Firma, die durch gewerbsmäßigen Betrug (Schneeballsystem) einen Schaden von mehr als 50 Millionen Euro verursacht hatte. Der Prozess dauerte bis zum Urteil am 14. August 2008 dreizehn Monate.

### Manfred Genditzki
Alt war Vorsitzender im allerersten Verfahren wegen Mordes gegen Manfred Genditzki, in dem dieser am 12. Mai 2010 zu einer lebenslangen Freiheitsstrafe verurteilt wurde. Im Revisionsverfahren wurde dieses Urteil wegen eines Verfahrensfehlers aufgehoben. Die Wiederholung der Hauptverhandlung vor einer anderen Strafkammer endete am 17. Januar 2012 abermals mit einer Verurteilung zu lebenslanger Freiheitsstrafe wegen Mordes. Mit Beschluss vom 12. August 2022 (1 Ks 121 Js 158 369/19) ordnete das Landgericht München I die Wiederaufnahme des Verfahrens an und entließ Genditzki mit sofortiger Wirkung aus der im Februar 2009 begonnenen Haft. Am 7. Juli 2023 wurde Manfred Genditzki durch Urteil des Landgericht München I freigesprochen und die Entschädigungspflicht der Staatskasse für die erlittene Haft festgestellt. Die Vorsitzende Richterin Elisabeth Ehrl sprach in ihrer Urteilsbegründung von einer „Kumulation von Fehlleistungen“.

### John Demjanjuk
Vom 30. November 2009 bis 12. Mai 2011 leitete Alt die Hauptverhandlung gegen John Demjanjuk.

### Doppelmörder in Krailling
2012 führte Alt den Prozess gegen den „Doppelmörder von Krailling“, der seine beiden acht und elf Jahre alten Nichten heimtückisch und grausam aus Habgier ermordet und auch die Ermordung ihrer Mutter geplant hatte, damit die Erbschaft an ihre Schwester, seine Ehefrau falle.

## Schachfunktionär

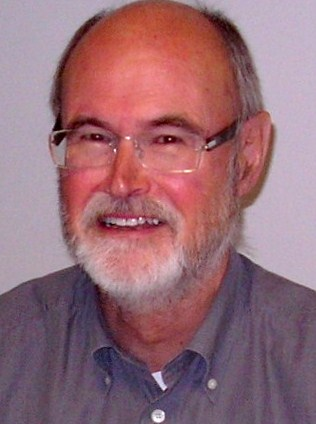
Ralph Alt, 2011 bei den Deutschen Schachmeisterschaften in Bonn

Alt war bis Juni 2019 Bundesturnierdirektor und Vorsitzender der Bundesspielkommission des Deutschen Schachbunds. Nach seiner Amtszeit wurde er zum Ehrenmitglied ernannt. Er ist Bundesrechtsberater und Ehrenmitglied des Bayerischen Schachbunds. Seit Juni 2021 gehört er als Vizepräsident Sport und Stellvertretender Präsident dem Präsidium des Deutschen Schachbundes an.
Als Schachschiedsrichter ist Alt seit 1998 Träger des Titels Internationaler Schiedsrichter und war unter anderem ein Senior Arbiter der Schacholympiade 2008 und einer von 113 Schiedsrichtern der Schacholympiade 2006.